# Омишль, Стив
Стив Омишль (род. 16 ноября 1978 года, Норт-Бэй, Онтарио, Канада) — канадский фристайлист, участник олимпийских игр 2002, 2006 и 2010 годов. Чемпион мира в акробатике в 2005 году, серебряный призёр в 2009 году, бронзовый — в 2003 и 2007. Четыре раза выигрывал кубок мира по акробатике, 40 раз становился призёром этапов кубка мира.

## Биография
Стив Омишль вырос в пяти минутах от горнолыжного склона. Он считает фристайл-акробатику достаточно безопасным видом спорта. За полгода до олимпийских игр 2006 года получил травму ступни. Помимо фристайла увлекается шоссейным и горным велосипедом, гольфом, хоккеем, сёрфингом и рыбалкой. Спортивным кумиром является Jean Luc Brassard.
Стив Омишль является первым спортсменом который выполнил тройной бэкфлип с четверным вращением и двумя оборотами на последнем флипе (quadruple twisting triple back flip with two twists on the last flip) на соревнованиях. Прыжок покорился спортсмену в сезоне 2005/2006.

## Спортивная карьера
Дебют на этапах кубка мира состоялся в 1999 году. В первом же сезоне Стив Омишль добился двух вторых мест, в Уистлере (Канада) и Piancavallo (Италия) и финишировал на четвертом месте в общем зачёте кубка мира. Своё достижение спортсмен повторил в следующем сезоне, выиграв по ходу сезона золото в Химосе (Финляндия) и два подиума на других этапах. В сезоне 2001/2002 Омишль стал 8-м, только один раз поднимаясь на подиум — третье место в Лейк-Плесид (США). В следующем сезоне спортсмен стал вторым в общем зачёте, четыре раза по ходу сезона поднимаясь на подиум. В сезоне 2003/2004 Стив Омишль победил в общем зачёте кубка мира, чему способствовало 6 первых и 3 вторых места по ходу сезона. В сезоне 2004—2005 годов спортсмен стал вторым в общем зачёте, положив в вою копилку пять медалей с этапов кубка мира. В следующем сезоне Стив Омишль стал 16-м с двумя подиумами по ходу сезона. Начиная с 2006—2007 годов три сезона подряд спортсмен выигрывал общий зачёт кубка мира в акробатике, положив в свою копилку три медали в 2006/2007, семь медалей в сезоне 2007/2008 и три медали в сезоне 2008/2009.
Стив Омишль стал чемпионом Канады в 2001, 2002, 2006 годы. Он принимал участие в 5 чемпионатах мира. На чемпионате мира 2001 года он стал 7-м, на последующих чемпионатах мира финишировал в призах, став третьим в 2003 году, первым в 2005 году, третьим в 2007 году и вторым в 2009 году. На олимпийских играх Стив Омишль дебютировал в 2002 году, где стал 22-м в акробатике, на следующей олимпиаде спортсмен стал 20-м, а на домашней олимпиаде ему покорилось 8-е место.